# Estérel Côte d’Azur Agglomération
Die Estérel Côte d’Azur Agglomération ist ein französischer Gemeindeverband mit der Rechtsform einer Communauté d’agglomération im Département Var in der Region Provence-Alpes-Côte d’Azur. Sie wurde am 13. Dezember 2012 gegründet und umfasst fünf Gemeinden. Der Verwaltungssitz befindet sich im Ort Saint-Raphaël.

## Historische Entwicklung
Im März 2021 hat der Präsident des Gemeindeverbands die Änderung des bisherigen Namens Communauté d’agglomération Var Estérel Méditerranée auf den aktuellen Namen angekündigt.

## Mitgliedsgemeinden
| Gemeinde                          | Einwohner 1. Januar 2022 | Fläche km² | Dichte Einw./km² | Code INSEE | Postleitzahl |
| --------------------------------- | ------------------------ | ---------- | ---------------- | ---------- | ------------ |
| Fréjus                            | 58.499                   | 102,27     | 572              | 83061      | 83370, 83600 |
| Les Adrets-de-l’Estérel           | 2.780                    | 22,26      | 125              | 83001      | 83600        |
| Puget-sur-Argens                  | 8.473                    | 26,90      | 315              | 83099      | 83480        |
| Roquebrune-sur-Argens             | 15.006                   | 106,10     | 141              | 83107      | 83520        |
| Saint-Raphaël                     | 36.632                   | 89,59      | 409              | 83118      | 83530, 83700 |
| Estérel Côte d’Azur Agglomération | 121.390                  | 347,12     | 350              | –          | –            |